# 克林顿·戴维孙
柯林頓·戴維森（英語：Clinton Davisson，1881年10月22日—1958年2月1日），美国物理学家，曾在贝尔实验室長期工作。他與雷斯特·革末，在戴維森-革末實驗裏，共同合作發現電子繞射現象。因此，戴維森和喬治·湯姆森於 1937 年一起榮获诺贝尔物理学奖。湯姆森也在同時獨立地發現電子繞射現象。

## 早期生活
戴維森生於美國伊利諾州的布盧明頓。畢業於布盧明頓高中。於 1902 年，他獲准進入芝加哥大學，並且得到獎學金，能夠專心攻讀。由於他的天資聰穎，學而不倦，搏得大師羅伯特·密立根的青睞。經過大師推薦，他成為普林斯頓大學的物理講師。於 1908 年，他滿足了芝加哥大學的規定，得到學士學位。他正式轉入普林斯頓大學的物理研究所。在那裏，他的論文恩師為歐文·瑞查森。於 1911 年，物理研究所頒給他博士學位。同年，他與理查森的妹妹夏律第·理查森 (Charlotte Richardson) 共結連理。

## 職業生涯
後來，戴維森被聘請為卡內基理工學院的副教授。1917 年，第一次世界大戰爆發，他暫時離開了學校，到西部電氣公司 (Western Electric Company) （後來的貝爾實驗室）的工程部門，從事軍事科技研究。大戰結束後，戴維森接受了西部電氣公司提供的永久職位工作，並且獲得保證，他有完全的自由從事基本科學研究。他發覺，在卡內基理工學院的教導責任，對他的專心研究有所阻礙。一直到 1946 年，正式退休前，他都在西部電氣公司工作。後來，他又被聘為維吉尼亞大學的研究教授。於 1954 年，他第二次退休。

## 戴維森-革末實驗
當波動入射於一條細縫或光柵時，會出現一種特徵效應，稱為繞射。這與波動運動本身的意義有密切關係。在十九世紀，光波和液體表面的漣漪，這些現像的繞射物理行為就已經建立地相當完備。於 1927 年，戴維森和革末在貝爾實驗室工作的時候，他們做的一個實驗顯示出，電子被繞射於鎳晶體的表面。這實驗確認了量子力學的一個關鍵思想，德布羅伊假說，物質擁有波動屬性。特別地，他們的繞射觀察促成了首次成功的電子波長的測量。結果完全符合德布羅伊方程式的預測：
{\displaystyle \lambda =h/p} ；
其中，{\displaystyle \lambda } 是波長，{\displaystyle h} 是普朗克常數，{\displaystyle p} 是電子的動量。

### 家庭生活
柯林頓和 Charlotte 戴維森生有四位兒女，包括美國物理學家理查·戴維森。月球的戴維森隕石坑是因他而命名。